# Sorel Carradine
Sorel Johannah Carradine (Los Ángeles, 18 de junio de 1985) es una actriz estadounidense. Sus padres son Keith Carradine y Sandra Will.
Sorel se graduó en la escuela de artes dramáticas USC y empezó su carrera en el 2005 con una aparición en la serie de televisión Complete Savages. Desde entonces ha aparecido en series como Marvel's Runaways, Saving Grace y Southland, y en producciones cinematográficas como The Good Doctor y Nesting.

## Filmografía

### Cine
| Año  | Título          | Rol     | Notas |
| ---- | --------------- | ------- | ----- |
| 2011 | The Good Doctor | Valerie |       |
| 2012 | Nesting         | Nikki   |       |
| 2013 | The Happy Sad   | Annie   |       |
| 2014 | Stay Then Go    | Connie  |       |
| 2016 | Broken Links    | Haven   |       |

### Televisión
| Año  | Título            | Rol           | Notas                               |
| ---- | ----------------- | ------------- | ----------------------------------- |
| 2005 | Complete Savages  | Estudiante    | Episodio: "Crimes and Mini-Wieners" |
| 2008 | Saving Grace      | Karen Smith   | Episodio: "A Survivor Lives Here"   |
| 2009 | Merrime.com       | Lindsay       |                                     |
| 2012 | Southland         | Brenda Rainey | Episodio: "Fallout"                 |
| 2017 | Marvel's Runaways | Janet Stein   | Episodio: "Refraction""             |